# 完全打擊
完全打擊（英文：hit for the cycle）是一個棒球的術語，指的就是同一位打者在同一場比賽中，不分順序擊出了一壘安打、二壘安打、三壘安打和全壘打。
完全打擊跟投手的完全比賽一樣是一個難得的紀錄，因為在一場比賽中，平均一位打者只有3到5次的打擊機會，所以打者幾乎每次都要擊出安打，而且又必須是四種不同的安打，這就是製造完全打擊的困難之處，其中又以三壘安打最難出現。

## 台灣棒球史上完全打擊締造者

### 中華職棒大聯盟
- 艾勃，味全龍外野手，於1993年5月25日面對時報鷹擊出中華職棒史上第一次的完全打擊。
- 康雷，三商虎二壘手，於1994年3月7日面對統一獅完成完全打擊。
- 羅偉，統一獅三壘手，於1996年4月10日面對兄弟象完成完全打擊。（全壘→一壘→二壘→三壘）
- 陳該發，三商虎外野手，於1997年3月9日面對兄弟象完成本土球員第一次的完全打擊。
- 黃貴裕，中信鯨外野手，於2006年7月28日面對興農牛完成完全打擊。（全壘打為場內全壘打）
- 鍾承佑，La New熊外野手，於2009年5月23日面對興農牛完成完全打擊。（延長十局上擊出斷棒全壘打完成紀錄）
- 張泰山，興農牛指定打擊，於2009年9月11日面對兄弟象完成完全打擊。（二壘→全壘→一壘→三壘）
- 林益全，興農牛指定打擊，於2012年5月10日面對兄弟象完成完全打擊。（二壘→全壘→三壘→一壘）
- 王勝偉，中信兄弟游擊手，於2015年7月31日面對義大犀牛完成完全打擊。（全壘→二壘→三壘→一壘）
- 胡金龍，義大犀牛指定打擊，於2015年8月6日面對Lamigo桃猿完成完全打擊。（二壘→三壘→一壘→全壘）

### 台灣職棒大聯盟
- 陳該發，嘉南勇士外野手，於2001年6月22日面對臺北太陽完成完全打擊。（台灣職棒唯一兩聯盟締造者）
- 許國輝，嘉南勇士外野手，於2002年6月1日面對臺北太陽完成完全打擊。（紀錄不被合併後的中華職棒承認）

### 奧運
- 張文宗於1992年巴塞隆納奧運賽事中締造奧運史上第一個完全打擊。